# Pedagogika volného času
Pedagogika volného času je disciplína pedagogiky, zaměřená na výchovné a vzdělávací prostředky, napomáhající autonomnímu a smysluplnému využívání volného času dětí, dospívajících i dospělých. V mnoha zemích jde zároveň o studijní obor.

## Historie
Od poloviny 60. let vzrůstalo poznání, že významnou oblastí života a výchovy dětí, mládeže i dospělých se stává volný čas. Po letech poválečné obnovy vznikaly celospolečensky podmínky pro jeho rozšiřování a doceňování. Postupně byl zaveden pětidenní pracovní i školní týden a na základě účasti rostoucího počtu dětí a mládeže se rozvíjely jak jejích spontánní, tak také organizované aktivity.
Počátkem 90. let se obě dosavadní koncepce (výchova mimo vyučování a počínající pedagogika volného času) i jejich terminologie uplatňovaly souběžně. Postupně se však prosazoval přístup vycházející z koncepce volného času. Nacházel uplatnění na seminářích a konferencích pracovníků této oblasti, v učebnicích a publikacích oboru i v dokumentech státních orgánů o koncepci státní politiky pro oblast dětí a mládeže, které jsou přijímány od 90. let po současnost.

## Koncepce a principy
Pedagogika volného času analyzuje dosavadní vývoj, současné možnosti i perspektivy ve třech hlavních směrech. Vnáší do nich nové podněty a iniciativy a harmonizuje je s dosavadní zkušeností nebo překonává nežádoucí tradice.
- Výchova ve volném čase jako v časovém prostoru zahrnuje veškeré působení v čase, který neslouží realizaci základních biologických potřeb ani školních nebo pracovních povinností.[2]
- Výchova prostřednictvím volnočasových aktivit směřuje k rozvoji a utváření individuálních rysů dítěte a mladého člověka a pomáhá ho připravovat na život a působení mezi vrstevníky i dospělými.[2]
- Výchovu k volnému času lze pokládat za klíč pro otevírání nových možností aktivit a rozvoje člověka, za motor, který dává potřebný směr, smysl a dynamiku, a úsilí pedagogické zhodnocování.[2]

Pedagogika volného času je výchova a vzdělávání neformální. Hlavní principy současné pedagogiky volného času ustanovil Opaschowski. Horst Opachowski vytvořil komplexní systém volnočasových potřeb, kterých je celkem 8:
1. Edukace – vzdělávání, poznávání, učení, rozvoj osobnosti, aktivizace
2. Enkulturace – kreativní rozvoj, fantazie, kulturní svět, řešení problémů, aktivita subjektu
3. Komunikace – sdílení, sociální kontakt, vztahy, láska, společné prožívání volného času s rodinou a přáteli
4. Participace – účast, angažovanost, iniciativa
5. Kompenzace – vyvážení jednostrannosti, doplnění nedostatků, rozptýlení a potěšení, požitek z činnosti
6. Rekreace – zotavení, odpočinek, uvolnění, odreagování
7. Kontemplace – klid, meditace, sebereflexe, čas pro sebe, hledání vlastní Identity
8. Integrace – společnost, tvoření skupin, bezpečí, sounáležitost, hry

## Přístupy v pedagogice volného času
- Animace – výchovná metoda založená na nedirektivních a akčních metodách povzbuzování mladých lidí k hledání vlastní cesty životem a schopnosti realizovat svou svobodu a autonomii. Výchovná animace znamená vytvořit mladým lidem nabídku konstruktivních činností – důraz je kladen na otevřenost výchovné situace, na dobrovolnost, možnosti volby, prostor pro iniciativu a na vytváření rezistence vůči negativním sociálním vlivům. Nejčastěji jde o komunitní práce.[3]
- Výchova zážitkem – výchovné postupy založené na prožitku, zkušenosti. Metody mají různé názvy: výchova zážitkem, výchova v přírodě, expedice apod. Opírají se o intenzivní prožitky a zkušenosti získávané aktivní účastí v programu zahrnujícím obvykle fyzicky náročné činnosti spojené s určitou mírou (kontrolovaného) rizika ve vnějším, přírodním a městském prostředí. Dané metody jsou zaměřeny na rozvoj sebepojetí, sociálních vztahů a vztahů k životnímu prostředí.[3]
- Sociální asistence, terénní práce (streetwork) – forma práci s mládeží, která probíhá ve volném čase, ale vztahuje se k sociální pedagogice, případně k sociální práci. Pedagogický pracovník, označovaný jako sociální asistent, terénní pracovník nebo streetworker, vyhledává mladé lidi v prostředích, která jsou pro ně přirozená a snaží se jim nabízet pozitivní možnosti využití volného času, například v nízkoprahových zařízeních.[3]